# رسول خطيبي
رسول باكي خطيبي (بالفارسية: رسول خطیبی)، من مواليد 22 سبتمبر 1978 في تبريز في إيران، لاعب كرة قدم إيراني.

## سيرته الكروية
بدأ مسيرته الكروية مع نادي تراكتور سازي، وفي موسم 1998/1999 انتقل إلى نادي باس طهران، وفي موسم 1999/2000 انتقل إلى نادي هامبورغ الألماني، ولعب معهم 4 مباريات، وفي موسم 2000/2001 انتقل إلى نادي الأستقلال، وفي عام 2001 انتقل إلى نادي باس طهران، ولعب معهم حتى عام 2003، وفي عام 2003 انتقل إلى نادي سيباهان أصفهان، ولعب معهم حتى عام 2006، وفي موسم 2006/2007 انتقل إلى نادي الشارقة الإماراتي، ولعب معهم 9 مباريات وسجل 4 أهداف، ومنذ عام 2007 وهو يلعب مع نادي الإمارات الإماراتي.

### مع المنتخب الإيراني
و قد بدأ باللعب مع منتخب إيران لكرة القدم في عام 1999م واعتزل اللعب مع المنتخب الإيراني سنة 2008م.